# NGC 2199
NGC 2199 este o galaxie spirală situată în constelația Platoul. A fost descoperită în 8 februarie 1836 de către John Herschel. Se află la o distanță de 60,81 de megaparseci de Pământ.